# Alexander von Bock

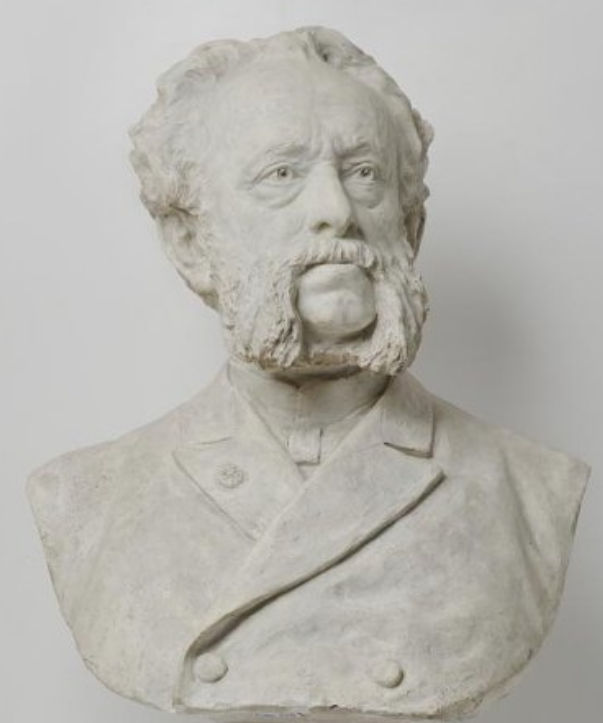
Alexander von Bock (1880)

Alexander Friedrich Romanowitsch von Bock (russisch Александр Романович фон-Бок; * 7. Junijul. / 19. Juni 1829greg. auf dem Landgut Restfer (Reastvere, Landgemeinde Jõgeva); † 17. Augustjul. / 29. August 1895greg. in St. Petersburg) war ein russischer Bildhauer und Hochschullehrer.

## Leben
Bocks Eltern waren der Leutnant a. D. Ludwig von Bock und seine Frau Emilie geborene von Rosen aus Engdes. Bock wurde zu Hause erzogen und besuchte die Hausschule. 1849 wurde er Schüler des Bildhauers Peter Clodt von Jürgensburg in St. Petersburg. 1850 begann er das Studium an der Kaiserlichen Akademie der Künste (IACh). Für seine Arbeiten erhielt er die Kleine und Große Silbermedaille und die Kleine Goldmedaille der IACh. 1857 schloss er das Studium als Klassischer Künstler mit dem Basrelief Kreuzigung Christi ab, für das er die Große Goldmedaille und ein Auslandsstudienstipendium erhielt.
Mit dem Stipendium reiste Bock nach Dresden, Paris und schließlich nach Rom, wo er dann lebte und arbeitete. Dort schuf er die Statuen Amor, einen Falter in die Freiheit entlassend und Psyche verzweifelnd, für die er 1864 von der IACh zum Professor der Bildhauerei ernannt wurde. 1865 wurde er zum Lehrer der Bildhauereiabteilung der IACh gewählt. Gleichzeitig wurde er Mitglied des Rats der IACh. 1866 heiratete er in Warschau Emma von Einsiedel aus Dresden. 1867 nahm er an der Pariser Weltausstellung teil.
1883 wurde Bock zum Professor I. Klasse ernannt. 1885 folgte die Ernennung zum Wirklichen Staatsrat (4. Rangklasse). Seine zur Krönung der Kuppel des IACh-Gebäudes geschaffene Gruppe der Minerva mit den Genien der Künste wurde als beste vorgestellte Arbeit anerkannt und 1885 aufgestellt. 1894 ging Bock in den Ruhestand. Zu seinen Schülern gehörten Marija Lwowna Dillon, Robert Romanowitsch Bach, Wladimir Alexandrowitsch Beklemischew und Hugo Robertowitsch Salemann.

## Werke

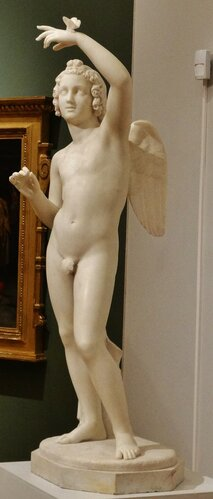
Amor, einen Falter in die Freiheit entlassend (1862)
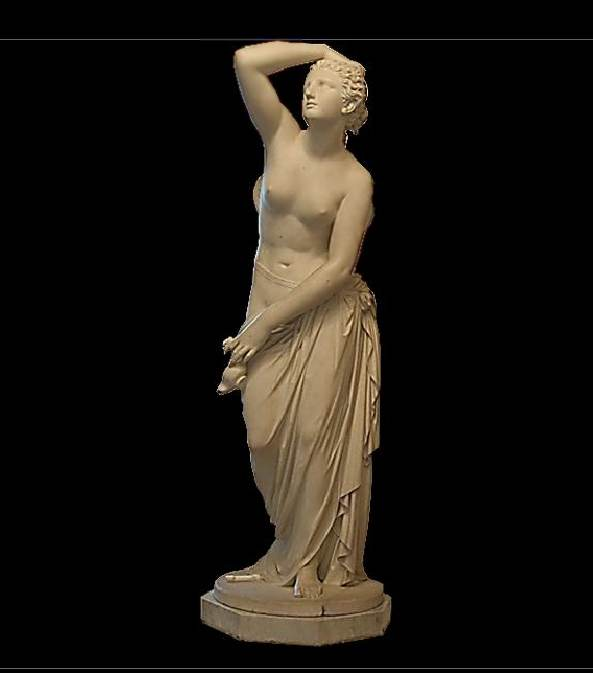
Psyche verzweifelnd (1864)
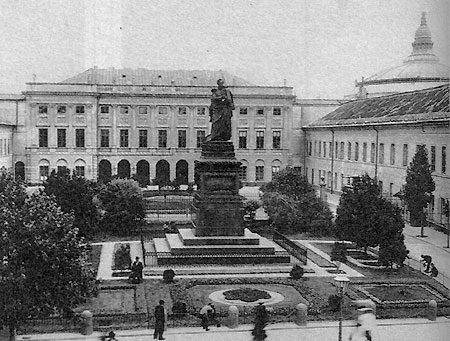
Paskewitsch-Denkmal, Warschau (1869, begonnen von N. S. Pimenow)
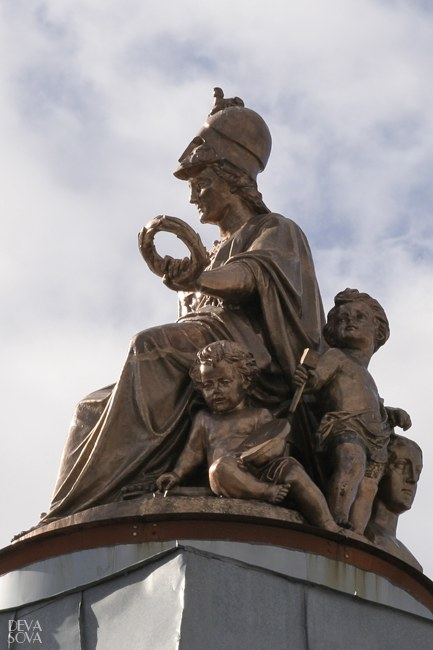
Minerva mit den Genien der Kunst (1885)
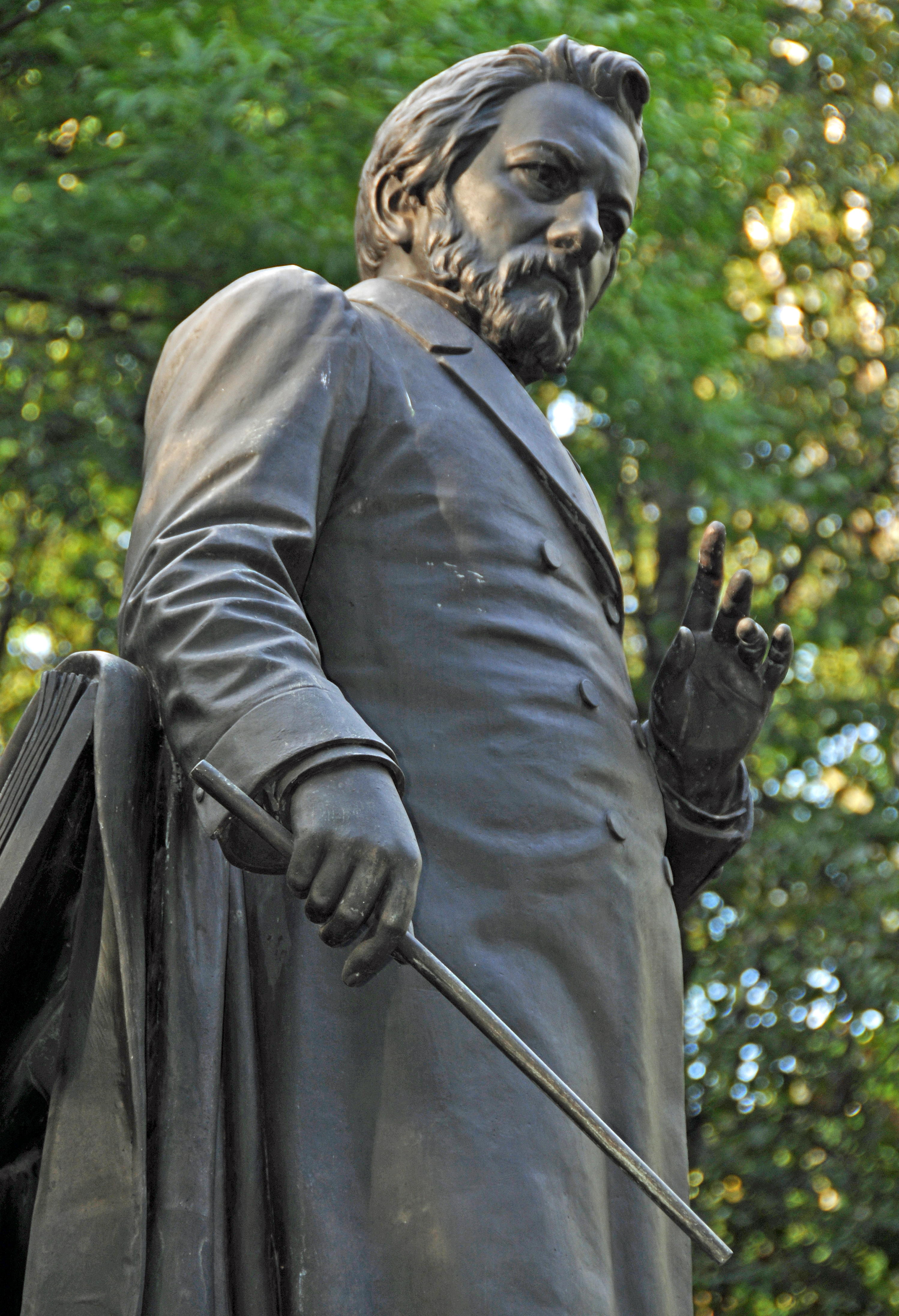
Glinka-Denkmal, Smolensk (1885)
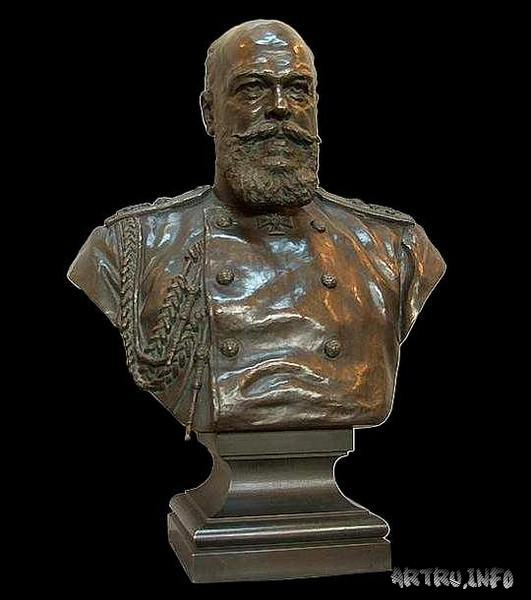
Alexander III.